# Brent Tate

a Compétitions nationales et continentales officielles uniquement.

b Matchs officiels uniquement.
Brent Tate, né le 3 mars 1982 à Roma, est un ancien joueur de rugby à XIII australien évoluant au poste d'ailier ou de centre dans les années 2000 et 2010.
Il fait ses débuts professionnels avec les Brisbane Broncos lors de la saison 2001 en National Rugby League, participe à son premier State of Origin en 2002 et devient international australien la même année. Malgré une carrière sportive freiné par des problèmes de cou, il est régulièrement appelé en sélection (vingt-trois sélections) et à disputer le State of Origin (quinze rencontres) en restant titulaire au sein des Broncos. En 2008, il quitte les Broncos pour rejoindre la franchise néo-zélandaise les New Zealand Warriors. Il dispute la coupe du monde 2008 en tant que titulaire mais ne peut prendre part à la finale perdue par l'Australie en raison d'une blessure. Après une série de blessures aux genoux chez les Warriors, Tate revient dans le Queensland pour revêtir le maillot des North Queensland Cowboys en 2011, entre-temps il prend part au tournoi des Quatre Nations 2010 où il marque un essai en finale, mais  insuffisant puisque l'Australie est battue par la Nouvelle-Zélande. Il met un terme à sa carrière en 2014 après une blessure au genou lors du State of Origin.

## Palmarès
- Vainqueur du Tri-Nations : 2006 (Australie).
- Vainqueur de la National Rugby League : 2006 (Brisbane Broncos).
- Vainqueur du State of Origin : 2002, 2006, 2007 et 2008 (Queensland).
- Finaliste du coupe du monde : 2008 (Australie).
- Finaliste du tournoi des Quatre Nations : 2010 (Australie).
- Finaliste du Tri-Nations : 2005 (Australie).
- 229 match en NRL (Brisbane: 114, NZ Warriors: 48, North Queensland: 67): 81 essais (324 points), 23 match avec le Queensland: 5 essais (20 points), 26 match avec l'Australie: 16 essais (64 points) et 1 match avec les NRL All Stars